# Église Notre-Dame de Cluny
L'église Notre-Dame est une église catholique située sur le territoire de la commune de Cluny dans le département français de Saône-et-Loire et la région Bourgogne-Franche-Comté.

## Historique
Le chantier de construction s'est échelonné de 1159 jusqu’au XIVe siècle. 
Le portail occidental fut saccagé au XVIIIe siècle.
Les vitraux, qui dataient du XVIIIe siècle, ont disparu lors du bombardement aérien qui a visé la ville le 11 août 1944. Les vitraux actuels sont l'œuvre de P. Choutet.

## Protection
Cette église du XIIIe siècle fait l'objet d'un classement au titre des monuments historiques depuis 1862.

## Mobilier
Les stalles datent de 1644 et proviennent de l’église des Célestins de Lyon. 
Au-dessus de l’autel est visible un beau Christ en croix du XIIIe siècle et, sur un autel installé dans le collatéral sud, un  Polyptyque des abbés de Cluny, œuvre de l'artiste Michel Bouillot réalisée en 1983, pour l'année Saint Benoît.
Cette église dispose d'un orgue de 11 jeux.

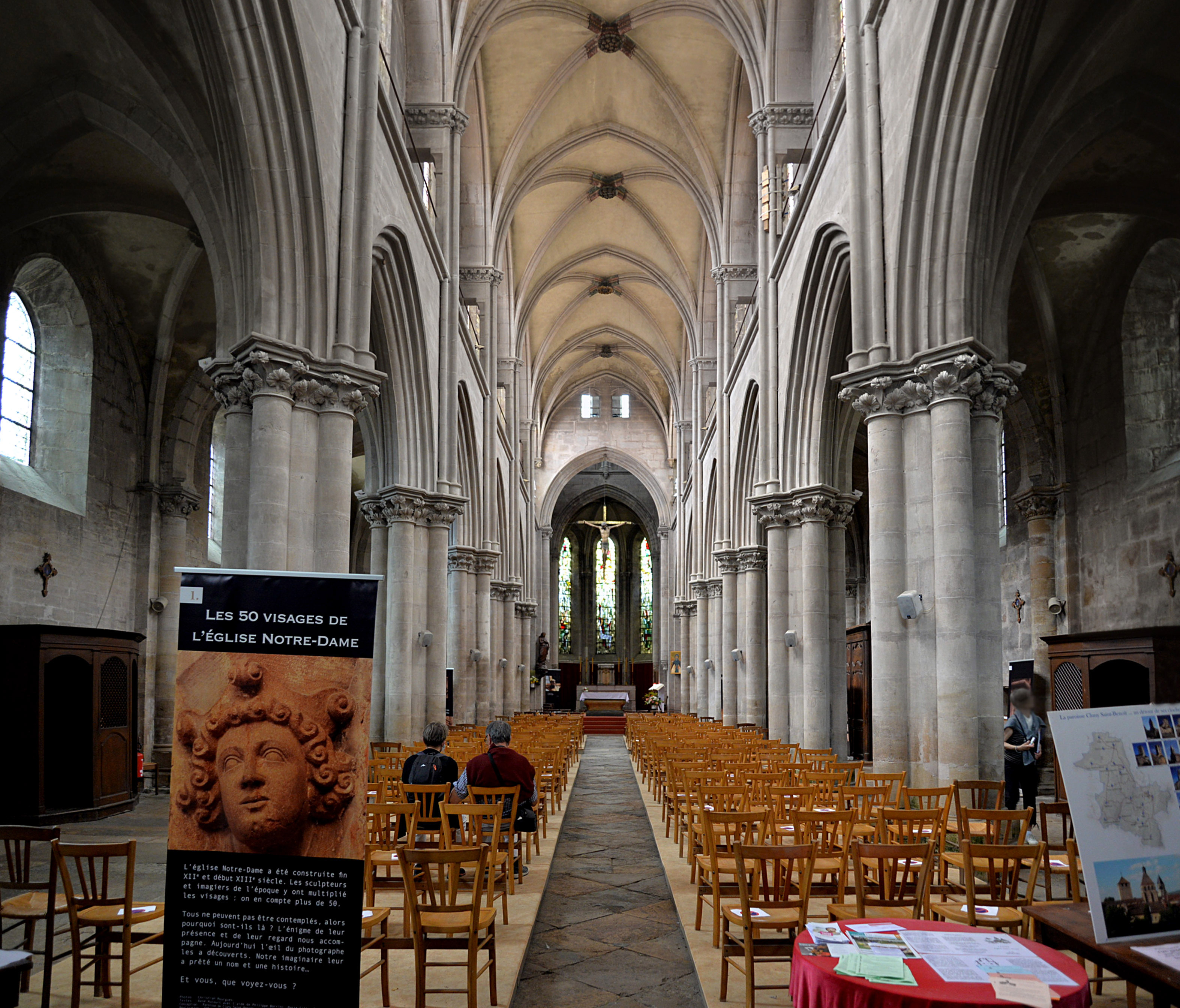
Nef.
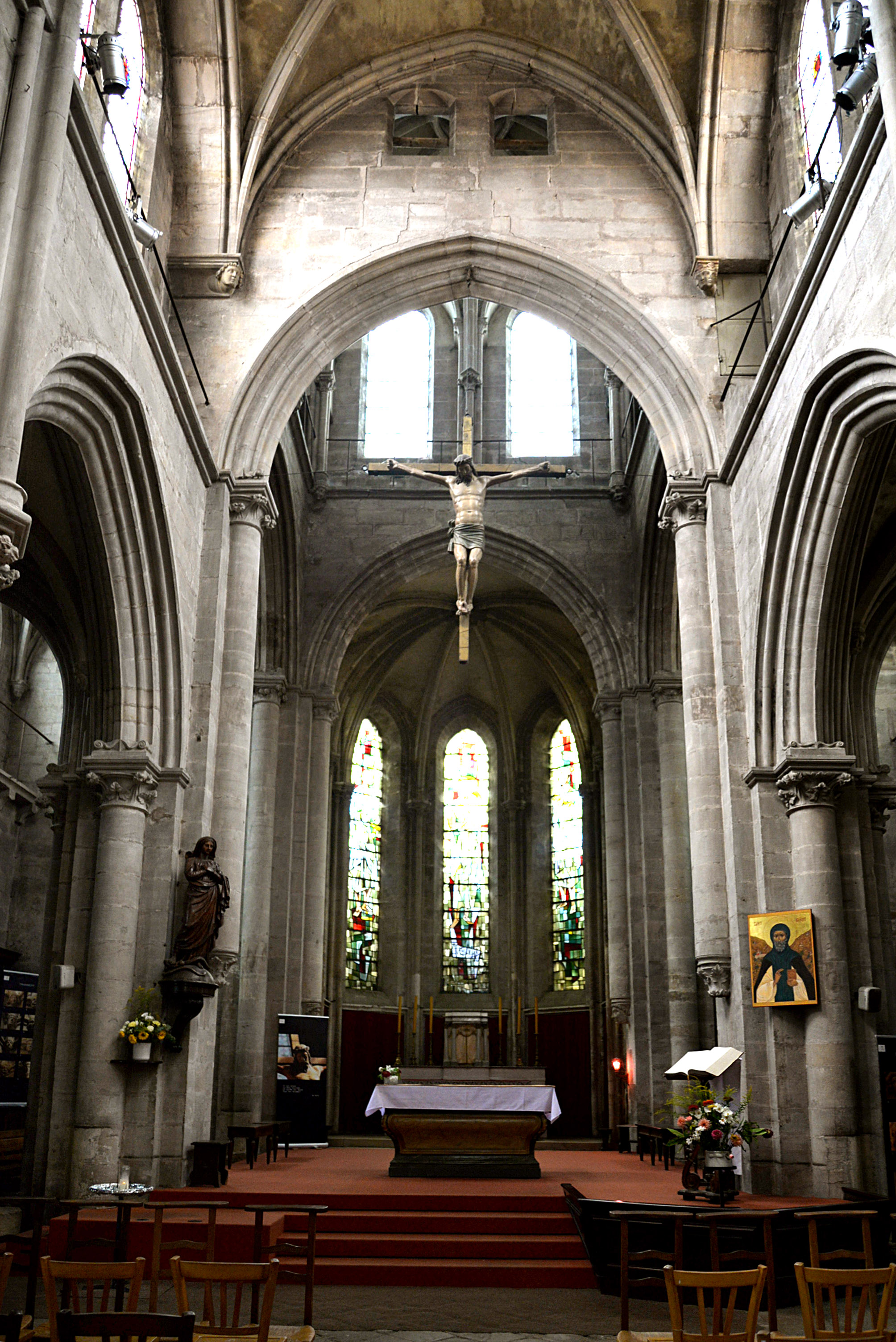
Chœur.
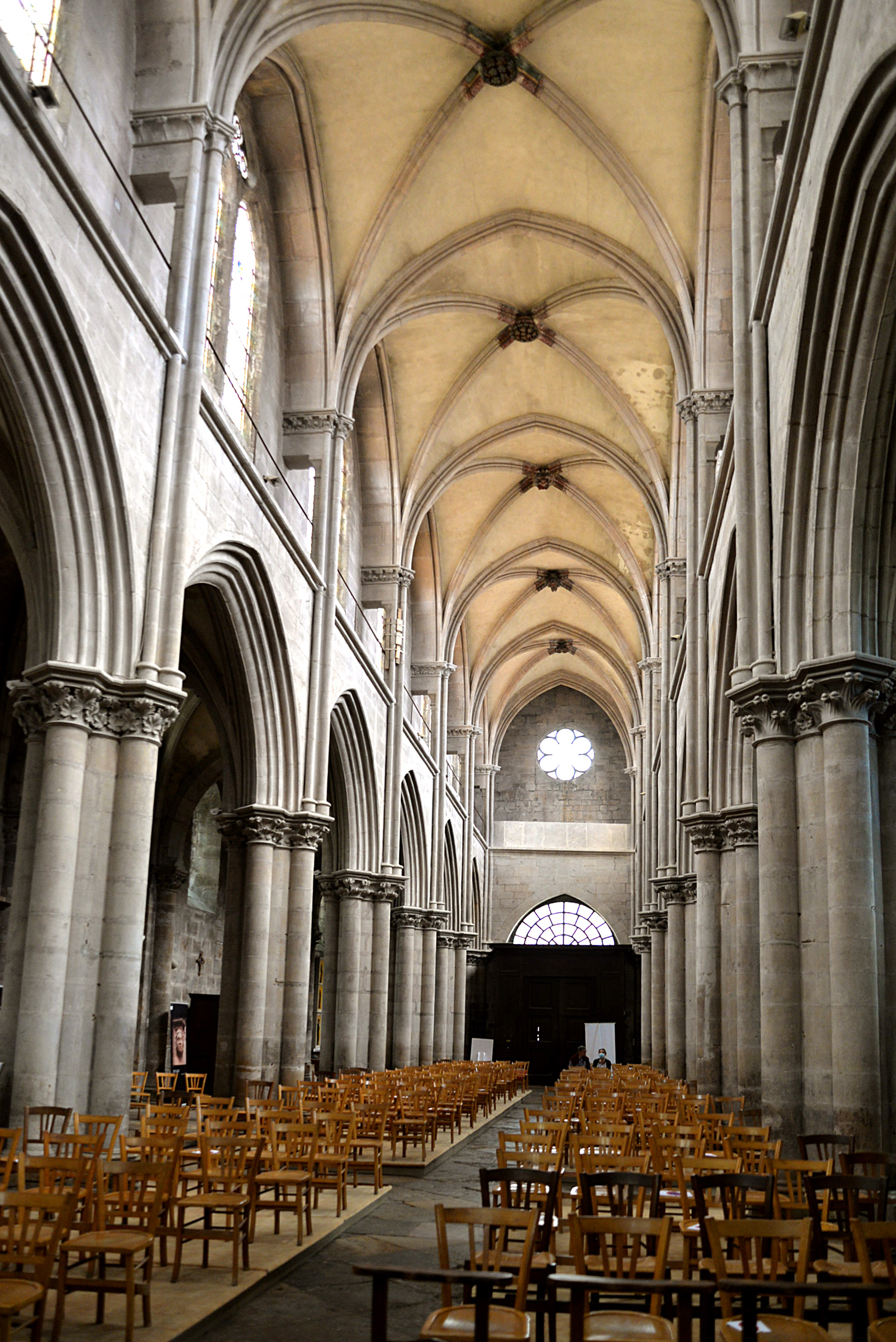
La nef depuis le chœur.
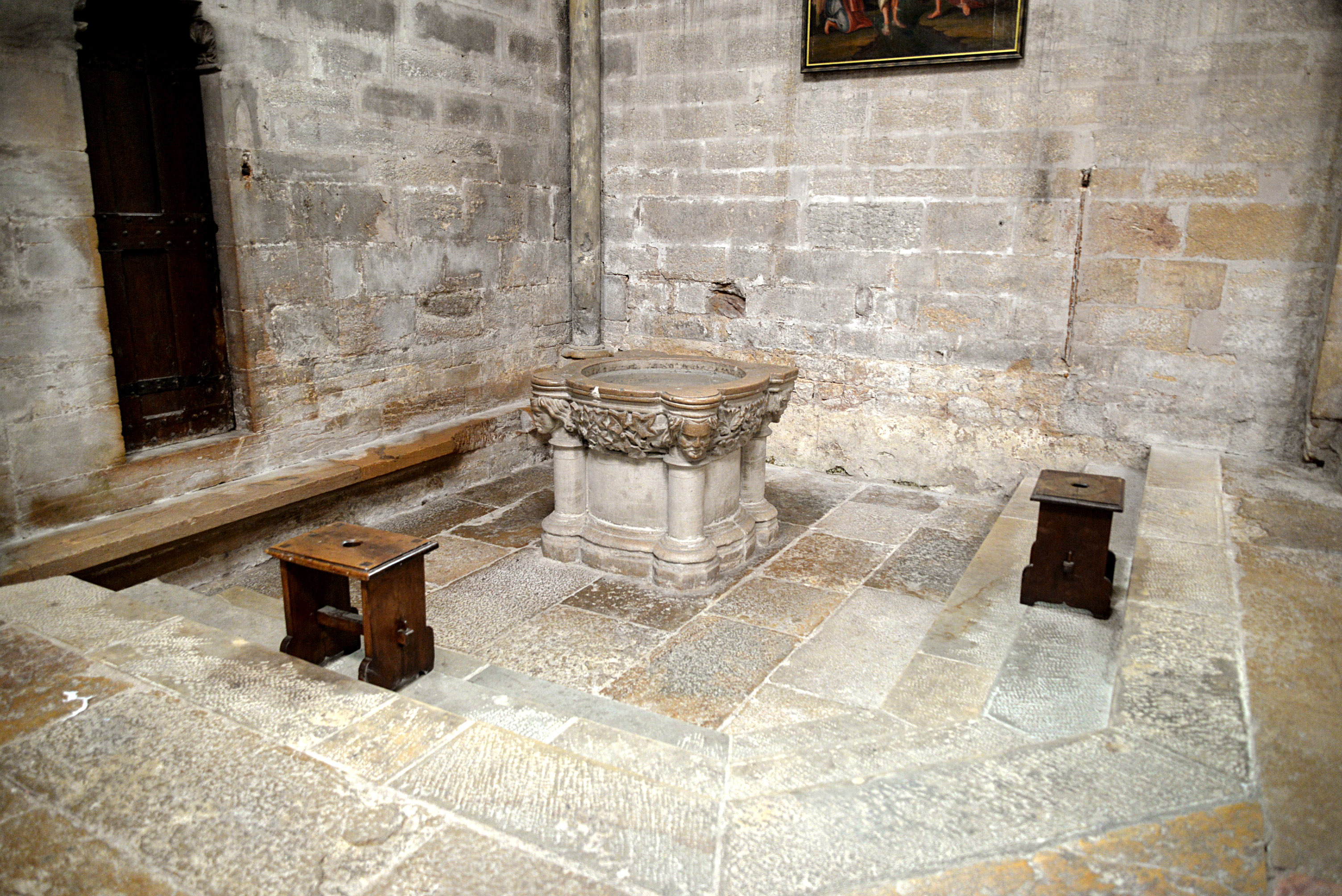
Les fonts baptismaux, du XIIIe siècle, flanqués de quatre fûts de colonne portant un visage en guise de chapiteau.